# Victor Sparre

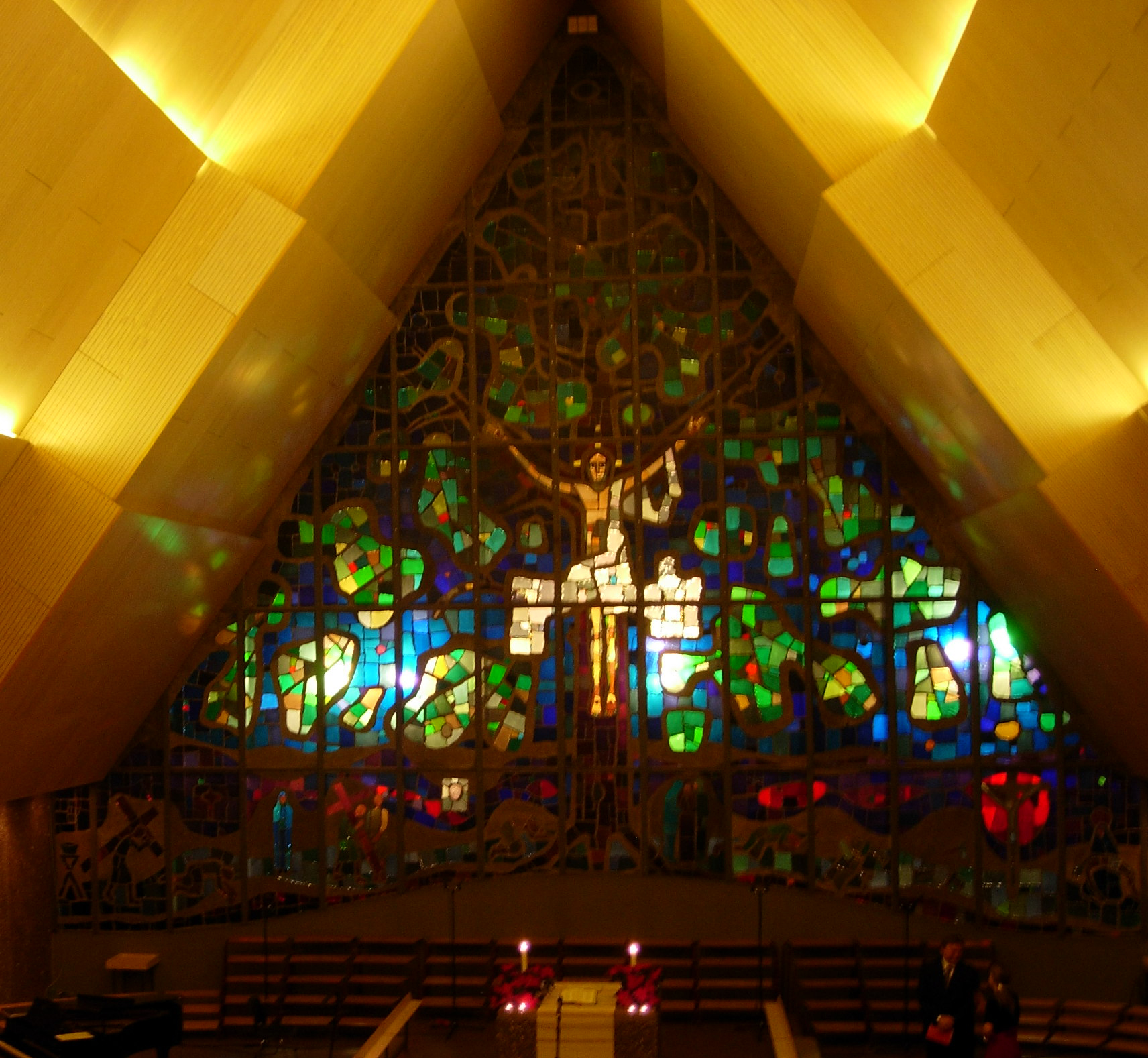
Baum des Lebens: Victor Sparres Glasarbeit in der Kirche von Jeløy

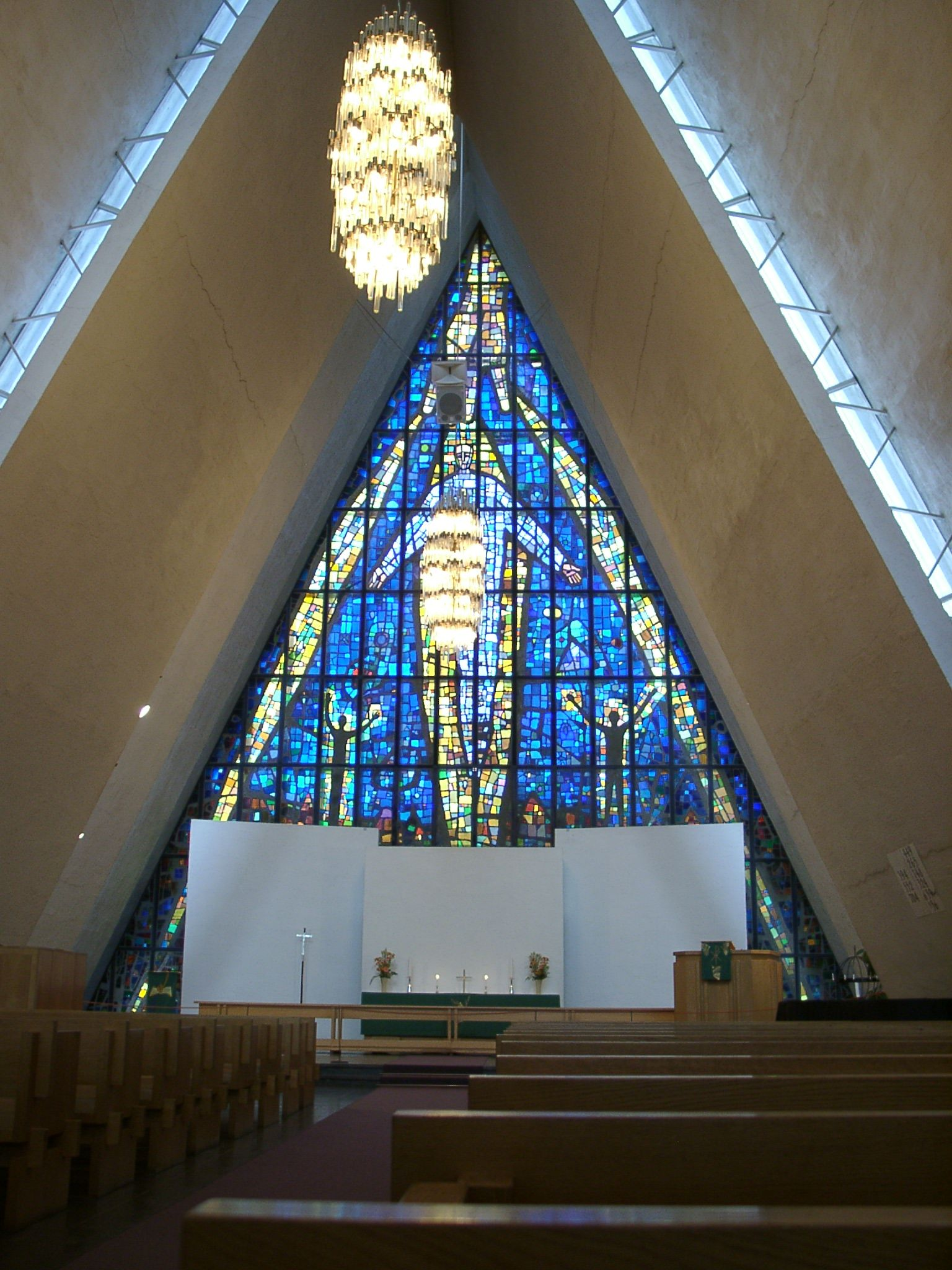
Die Wiederkehr Jesu: Ostwand der Eismeerkathedrale in Tromsø

Victor Sparre, bis 1971 Victor Smith (* 4. November 1919 in Bærum; † 16. März 2008 in Asker) war ein norwegischer Maler.

## Leben und Werk
Sparre wurde in der Nähe von Oslo geboren, wuchs jedoch in der westnorwegischen Stadt Bergen auf. Zu seiner Ausbildung kehrte er in die Hauptstadt zurück, wo er an der Staatlichen Handwerks- und Kunstindustrieschule (1936–1937) und an der Kunstakademie (1938–1941) studierte. Einer seiner Lehrer war der bekannte norwegische Künstler Per Krohg. Seine beiden ersten Ausstellungen, für die er jeweils hervorragende Kritiken erhielt, fanden im Herbst 1945 in den Kunstvereinen von Bergen und Oslo statt. Im Ausland waren seine Arbeiten erstmals 1966 in der Alwin Gallery in London zu sehen. Es folgten Werkschauen in Island, Frankreich, Israel, Russland, Ungarn und Deutschland, unter anderem 1985 im Museum Folkwang in Essen.
Seine figurativen, farbenstarken Gemälde sind durch einen poetisch-fabulierenden, naivistischen Stil gekennzeichnet und bedienen sich wiederkehrender Motive, die man schnell mit seinem Namen verband, zum Beispiel Clownsfiguren, Schauspieler, einsame Musiker und generell leidende Menschen. Häufig enthalten sie symbolische oder religiöse Untertöne. Manche seiner Werke orientieren sich bewusst an der klaren Struktur byzantinischer Ikonen.
Bekanntheit erlangte Sparre vor allem als Ausgestalter von Kirchenräumen. Schon 1955 erhielt er den Auftrag, den Dom von Stavanger mit Glasmalereien auszustatten. Kurz darauf begann er als einer der ersten norwegischen Künstler, mit nicht klar durchsichtigem Gussglas, dem sogenannten Dallglas, zu arbeiten. 1972 gestaltete er die Ostwand der Eismeerkathedrale in Tromsø mit einer 23 Meter hohen und 140 Quadratmeter großen Glasarbeit namens Die Wiederkehr Jesu. Zu seinen Hauptwerken wird die monumentale Ausschmückung der Kirche von Jeløy außerhalb von Moss gezählt. Das Südfenster besteht aus einem aus 1500 Glasstücken zusammengesetzten Mosaik und trägt den Titel Baum des Lebens. Auch an der Ausstattung der Immanuel-Kirche in Tel Aviv war er beteiligt.
Victor Sparre gehörte seit 1936 der Erweckungsbewegung der sogenannten Oxford-Gruppe an. Auf christlich-humanitärer Grundlage engagierte er sich zeit seines Lebens für die Menschenrechte in der Sowjetunion und in Osteuropa. Er unterstützte unter anderem die Dissidenten Andrei Sacharow und Václav Havel.
Im Jahr 2003 wurde Victor Sparre mit dem Ritterkreuz erster Klasse des Sankt-Olav-Ordens ausgezeichnet.

### Primärliteratur
- Victor Sparre: Stenene skal rope. Om kunst og frihet. Tiden Norsk Forlag, Oslo 1974, ISBN 82-10-01006-9
- Victor Sparre: The Flame in the Darkness. The Russian Human Rights Struggle, as I have seen it. Aus dem Norwegischen von Alwyn and Dermot McKay. Mit einem Vorwort von Vladimir Maximov. Grosvenor Books, London 1979, ISBN 0-901269-35-2

### Sekundärliteratur
- Tore Stubberud: Victor Sparre. Aventura, Oslo 1984, ISBN 82-588-0272-0, (Norwegisch; Summary in English)
- Victor Sparre, Gemälde 1945-1985, herausgegeben vom Museum Folkwang, Essen 1985.